# 因格莱本
因格莱本是德国下萨克森州的一个市镇。总面积9.08平方公里，总人口407人，其中男性199人，女性208人（2011年12月31日），人口密度45人/平方公里。